# Asiago Vipers
Les Asiago Vipers est un club de roller in line hockey italien, basé à Asiago fondé en 1998 et évoluant en Série A1, élite italienne.

## Palmarès
- Série A1
  - Champion (6) : 2004, 2005, 2006, 2007, 2008, 2009

- Coupe d'Italie
  - Vainqueur (4) : 2002, 2006, 2007, 2008

- Supercoupe d'Italie
  - Vainqueur (6) : 2003, 2004, 2005, 2006, 2007, 2009

- Coupe d'Europe des clubs champions
  - Champion (3) :  2005, 2007, 2008[2]